# Schwedische Eishockeymeisterschaft 1950
Die Saison 1950 war die 27. Austragung der schwedischen Eishockeymeisterschaft. Meister wurde zum insgesamt zweiten Mal in der Vereinsgeschichte Djurgårdens IF.

## Meisterschaft

### Qualifikationsrunde
- Ljusne AIK – Kungliga Hälsinge Flygflottilj F-15 Söderhamn 4:3
- Åkers IF – Liljanshofs IF 3:2
- Piteå IF – Wifsta/Östrands IF 5:2
- BK Forward – Surahammar 3:2
- IFK Bofors – IK Sturehov 9:4
- Tranås AIF – IFK Norrköping 3:5
- IFK Nyland – Leksands IF 5:3
- Södertälje IF – Tranebergs IF 6:4
- Hagalunds IS – Karlbergs BK 7:2
- Sundbybergs IK – Årsta SK 5:4
- Mora IK – Ljusne AIK 12:3

### Erste Runde
- Åkers IF – Södertälje IF 6:3
- IFK Bofors – IFK Nyland 4:0
- Mora IK – Piteå IF 7:5
- IFK Norrköping – BK Forward 5:2
- Hagalund – Sundbyberg 2:3
- IFK Norrköping – Atlas Diesels IF 3:2

### Zweite Runde
- AIK Solna – IFK Norrköping (W)
- Hammarby IF – IK Huge 3:1
- IFK Bofors – Djurgårdens IF 4:11
- Forshaga IF – Åkers IF 8:1
- IK Göta – Nacka SK 2:1
- UoIF Matteuspojkarna – Sundbyberg 4:3
- Gävle GIK – Mora IK 4:5
- Södertälje SK – Västerås SK (W)

### Viertelfinale
- AIK Solna – Hammarby IF 2:3
- Djurgårdens IF – Forshaga IF (W)
- IK Göta – UoIF Matteuspojkarna 4:2
- Mora IK – Södertälje SK 6:1

### Halbfinale
- Hammarby IF – Djurgårdens IF 1:3
- IK Göta – Mora IK 3:4

### Finale
- Djurgårdens IF – Mora IK 7:2